# Burg Waldstein (Fischerbach)
Die Burg Waldstein ist eine abgegangene Höhenburg auf einer 510 m ü. NN hohen Anhöhe beim „Franzosenhof“ im Waldsteintal bei der Gemeinde Fischerbach im Ortenaukreis in Baden-Württemberg.
Die Burg wurde von den Herren von Waldstein erbaut, 1353 erwähnt und ist nach 1500 verfallen. Sie befand sich auf einem Felsplateau von 40 mal 10 Metern und wurde im Westen durch einen doppelten Burggraben mit Wall sowie im Süden durch einen Halsgraben und einen schildmauerartigen Felszahn geschützt. Von der ehemaligen Burganlage sind noch geringe Mauerreste erhalten.

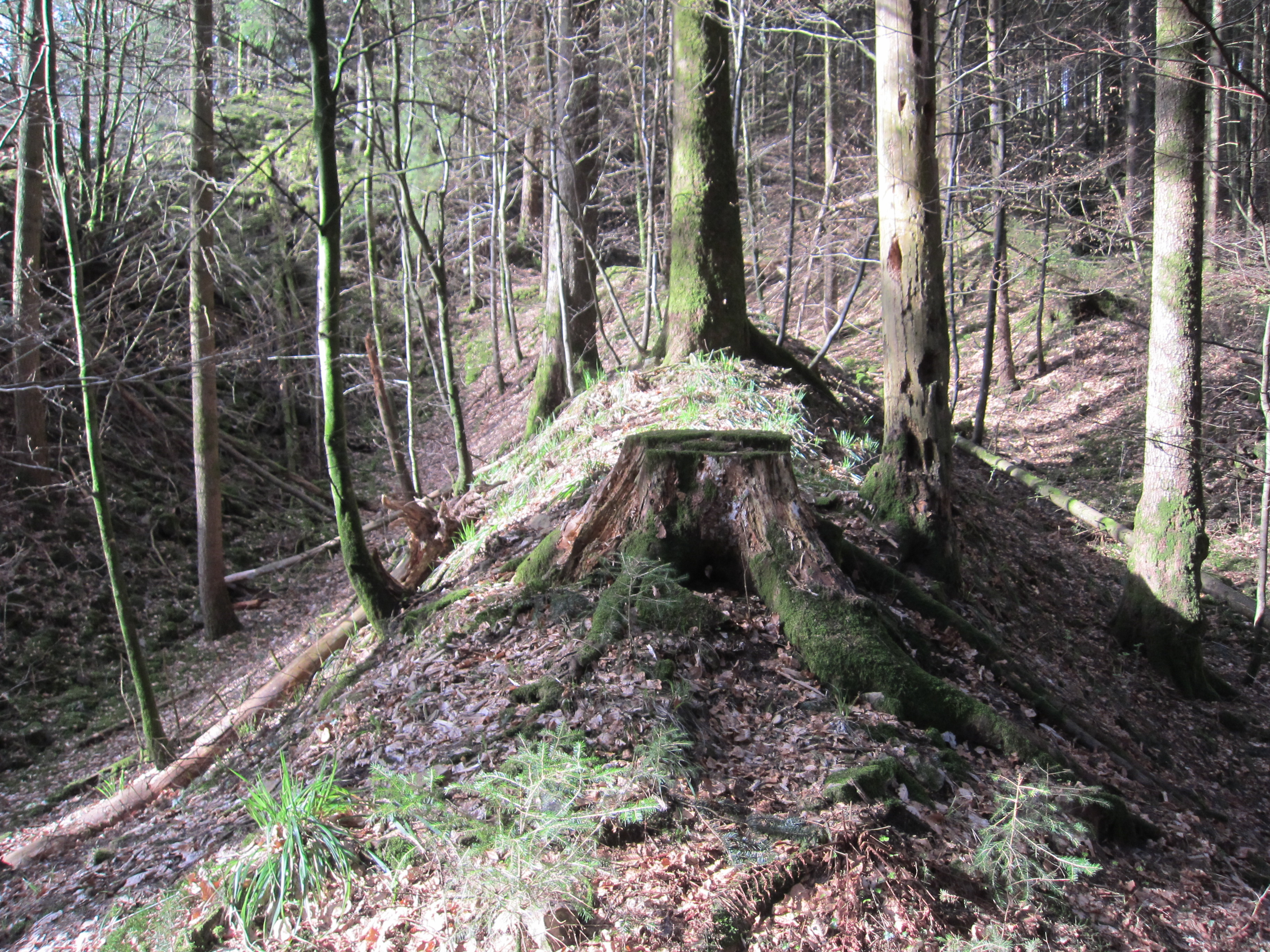
Wall und Gräben
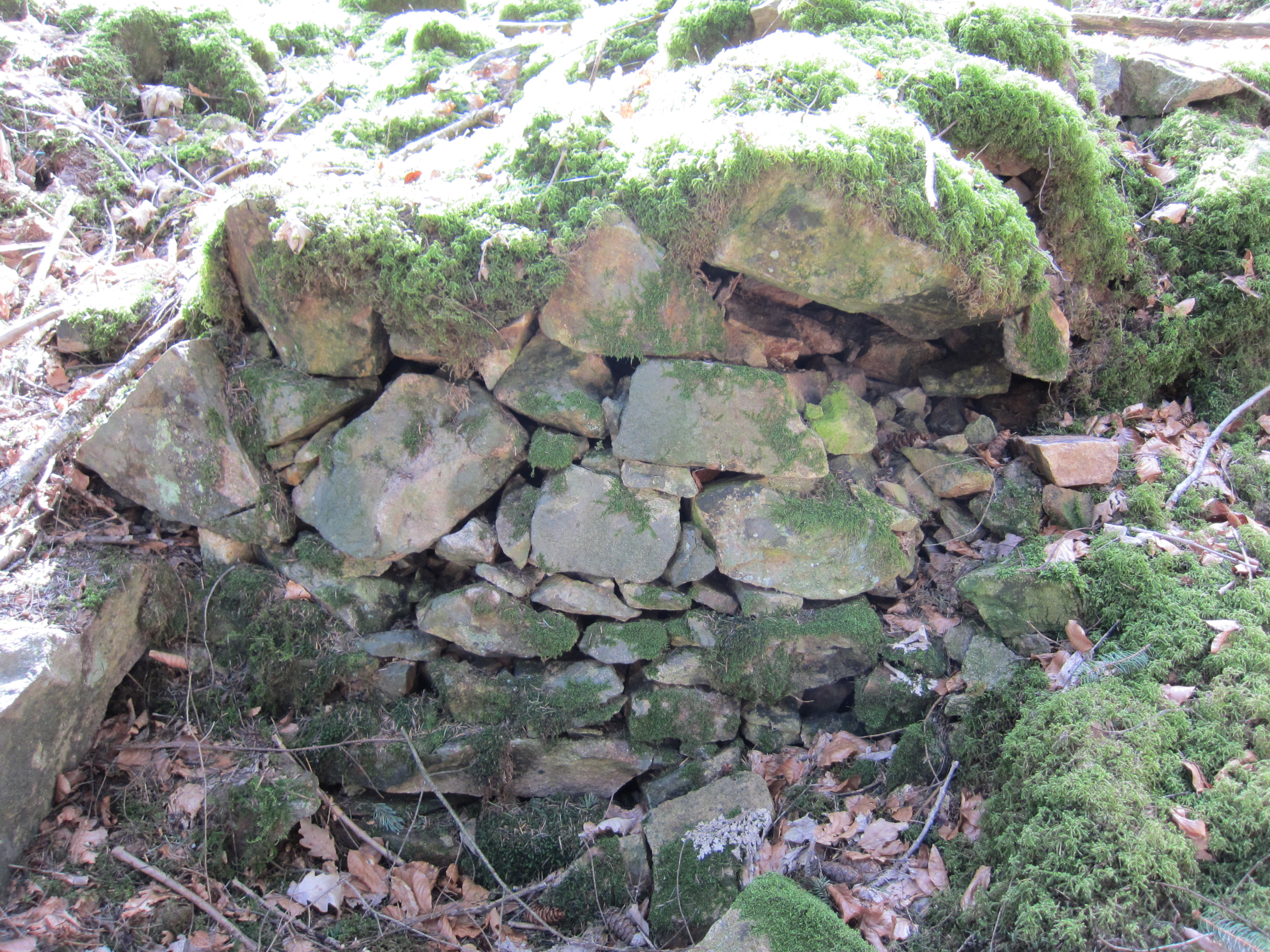
Reste der Ringmauer